# Tom Clancy's Splinter Cell: Blacklist
Tom Clancy's Splinter Cell: Blacklist — мультиплатформна гра в жанрі стелс-екшен від третьої особи, шоста частина серії ігор «Splinter Cell». «Splinter Cell: Blacklist» була розроблена канадською компанією Ubisoft Toronto за участю Ubisoft Montreal і Ubisoft Shanghai і видано Ubisoft. Вперше гра була анонсована 4 червня 2012 на виставці E3 у Лос-Анджелесі. Гра була випущена для ігрових приставок PlayStation 3 і XBox 360, а також персональних комп'ютерів на базі Microsoft Windows.

## Про гру
Сем Фішер може більше не ховатися по укриттях, а брати участь в повномасштабну війну. Проте, звичну манеру проходження ніхто не відміняв — при бажанні гравець може проходити місії «непомітно».
Всього в грі присутні три стилю проходження: «привид» (потайне проходження з можливістю несмертельно нейтралізувати ворогів), «пантера» (потайне проходження з усуненням ворогів) і «штурм» (пряме зіткнення).

## Сюжет
Після подій Conviction проходить 6 місяців. «Третій ешелон» був розформований.
Терористична організація «Інженери» пригрозила США влаштувати серію терактів, іменовану «Чорним списком», якщо США не виведуть свої війська зі всіх закордонних баз. Президент США особисто звертається до Сема Фішера за допомогою і створює «Четвертий ешелон», який очолює сам Фішер, а його помічником стає стара бойова подруга — Ганна Грімсдоттір. Президент повідомляє Сему, що це найстрашніша загроза в історії США і дає йому «П'яту свободу», свободу захищати перші чотири волі.